# رقص کانتری

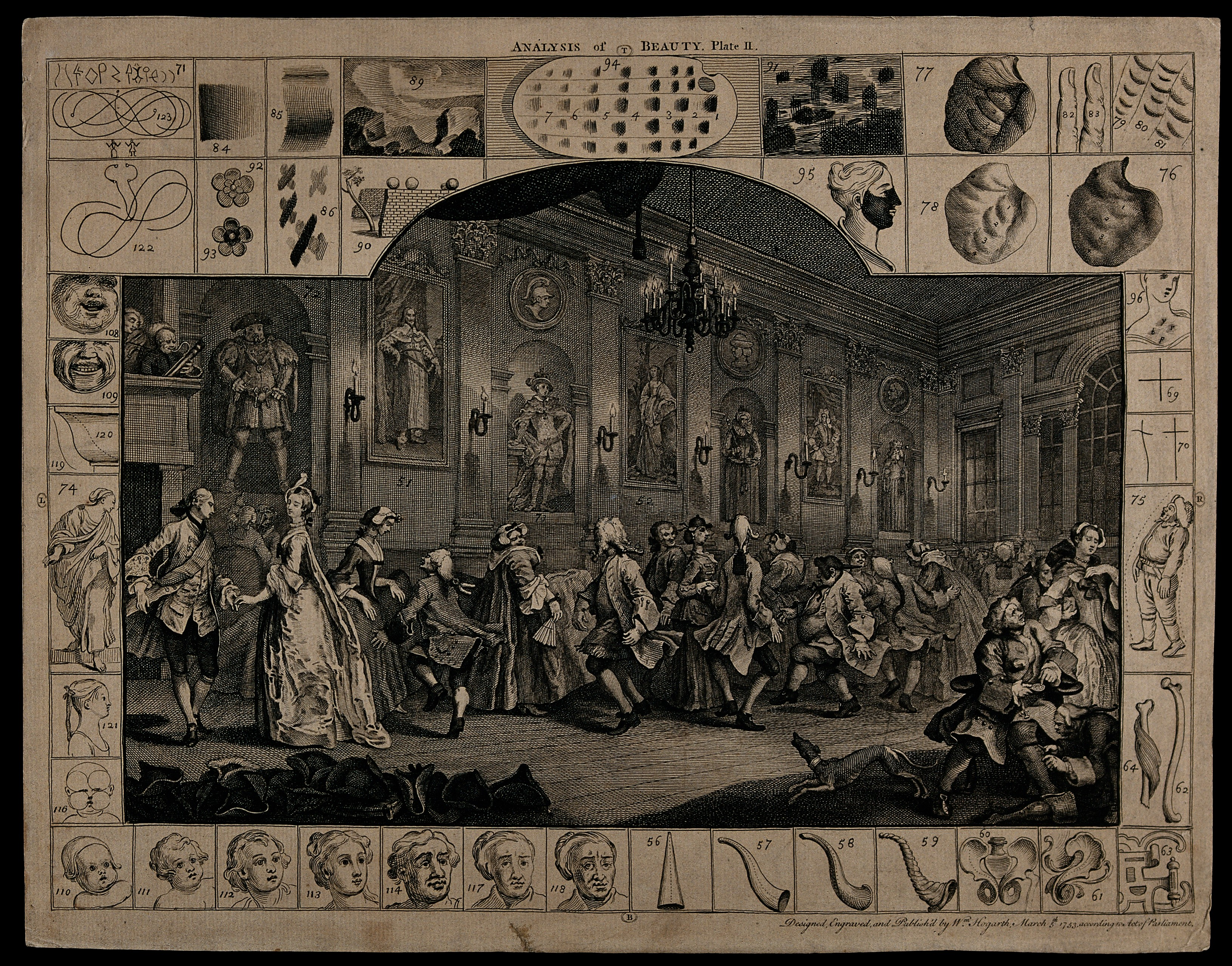
رقص کانتری خنده اور قرن هجده؛ حکاکی توسط هوگارت

رقص کانتری (انگلیسی: Country dance) یکی از رقص‌های فراوان از رقص‌های اجتماعی می‌باشد که در جزایر بریتانیا ابداع شده‌است؛ این رقص اجرای مکرر حرکات متوالی ایجاد حالت‌های خاص در بدن است که از پیش تعریف شده و به دقت طراحی شده‌اند تا متناسب با اجرای مدت معینی از موسیقی باشند و توسط گروهی از افراد که به‌طور معمول به صورت زوج هستند در یک یا چند اجرا، انجام می‌گیرد. اجرای این حرکات خاص می‌تواند در تعامل با هم رقص یا سایر رقصندگان باشد و به‌طور معمول با روند تدریجی و رو به جلو همراه است به نحوی که با تمام افراد درون گروه می‌رقصید. امروزه اینطور رایج است که یک «دعوت کننده» داشته باشید که رقص آموزش می‌دهد و در حالی که می‌رقصید، حرکات خاص رقص را نام می‌برد. رقص‌های کانتری به صورت سبک‌های مختلفی انجام می‌شوند.